# Sauvian
Sauvian est une commune française située dans le sud du département de l'Hérault, en région Occitanie.
Exposée à un climat méditerranéen, elle est drainée par l'Orb, Ancien Lit de l'Orb, le ruisseau de Navaret et par un autre cours d'eau. La commune possède un patrimoine naturel remarquable : un site Natura 2000 (le « mare du plateau de Vendres ») et deux zones naturelles d'intérêt écologique, faunistique et floristique.
Sauvian est une commune urbaine qui compte 5 498 habitants en 2022, après avoir connu une forte hausse de la population depuis 1962. Elle est ville-centre de l'agglomération de Sérignan et fait partie de l'aire d'attraction de Béziers. Ses habitants sont appelés les Sauviannais ou  Sauviannaises.

## Géographie

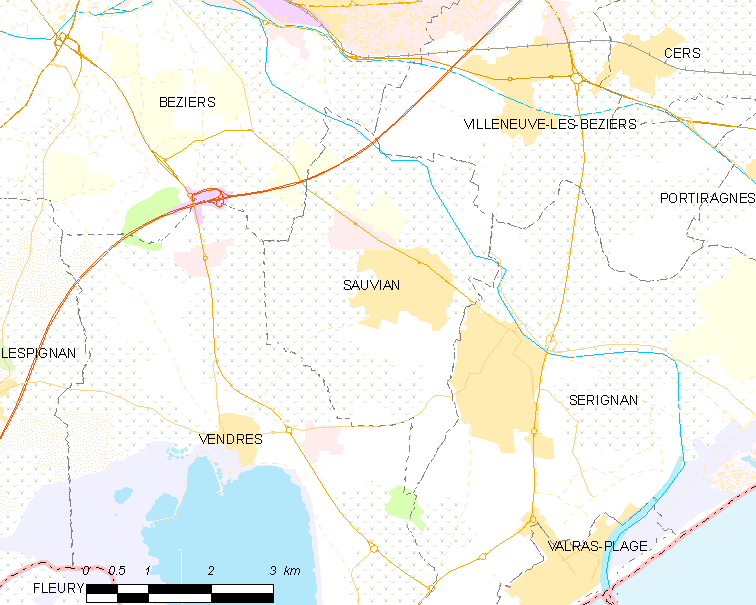
Carte

Sauvian est un village situé dans l'ouest du département de l'Hérault, dans la plaine viticole du Biterrois, à 7 kilomètres au sud de Béziers.
Le territoire de la commune est traversé par un fleuve, l’Orb, proche ici de son embouchure dans la mer Méditerranée, offrant des possibilités de pêche. Le terroir est essentiellement occupé par la vigne, avec quelques domaines viticoles sur les coteaux : Le Thou, l'Espagnac, La Domergue et dans la plaine, notamment La Condamine. Des zones d'activités ont été aménagées, créant des emplois (surtout dans le secteur tertiaire) dans la commune.
Comme ses voisines proches, la commune de Sauvian subit les effets des déplacements de population entre Béziers et le Biterrois. De nouveaux habitants viennent s'installer à Sauvian, dans des lotissements, mais continuent de travailler majoritairement à Béziers. Les migrations pendulaires nécessitent l'aménagement d'axes routiers entre la commune et celle de Béziers, par Sérignan et la D64. Le village de Sauvian a connu un net essor démographique depuis les années 1980 : la population de la commune a doublé en vingt ans.
Les zones pavillonnaires s'étendent et il a fallu construire de nouvelles infrastructures pour répondre aux besoins d'une population plus nombreuse : école, collège (à Vendres), commerces, loisirs et santé.
Pour y accéder, la sortie 36 de l'autoroute Béziers-Ouest de l'A9 est à moins de 5 kilomètres du centre du village.

### Communes limitrophes
| Béziers |         | Villeneuve-lès-Béziers |
| Vendres | Sauvian | Sérignan               |
|         | Vendres |                        |

### Climat
Pour des articles plus généraux, voir Climat de l'Occitanie et Climat de l'Hérault.
En 2010, le climat de la commune est de type climat méditerranéen franc, selon une étude s'appuyant sur une série de données couvrant la période 1971-2000. En 2020, Météo-France publie une typologie des climats de la France métropolitaine dans laquelle la commune est exposée à un climat méditerranéen et est dans la région climatique  Provence, Languedoc-Roussillon, caractérisée par une pluviométrie faible en été, un très bon ensoleillement (2 600 h/an), un été chaud (21,5 °C), un air très sec en été, sec en toutes saisons, des vents forts (fréquence de 40 à 50 % de vents > 5 m/s) et peu de brouillards.
Pour la période 1971-2000, la température annuelle moyenne est de 14,8 °C, avec une amplitude thermique annuelle de 15,5 °C. Le cumul annuel moyen de précipitations est de 573 mm, avec 5,1 jours de précipitations en janvier et 2,3 jours en juillet. Pour la période 1991-2020, la température moyenne annuelle observée sur la station météorologique la plus proche, située sur la commune de Portiragnes à 6 km à vol d'oiseau, est de 15,3 °C et le cumul annuel moyen de précipitations est de 555,3 mm,. Pour l'avenir, les paramètres climatiques de la commune estimés pour 2050 selon différents scénarios d'émission de gaz à effet de serre sont consultables sur un site dédié publié par Météo-France en novembre 2022.

### Milieux naturels et biodiversité

#### Réseau Natura 2000

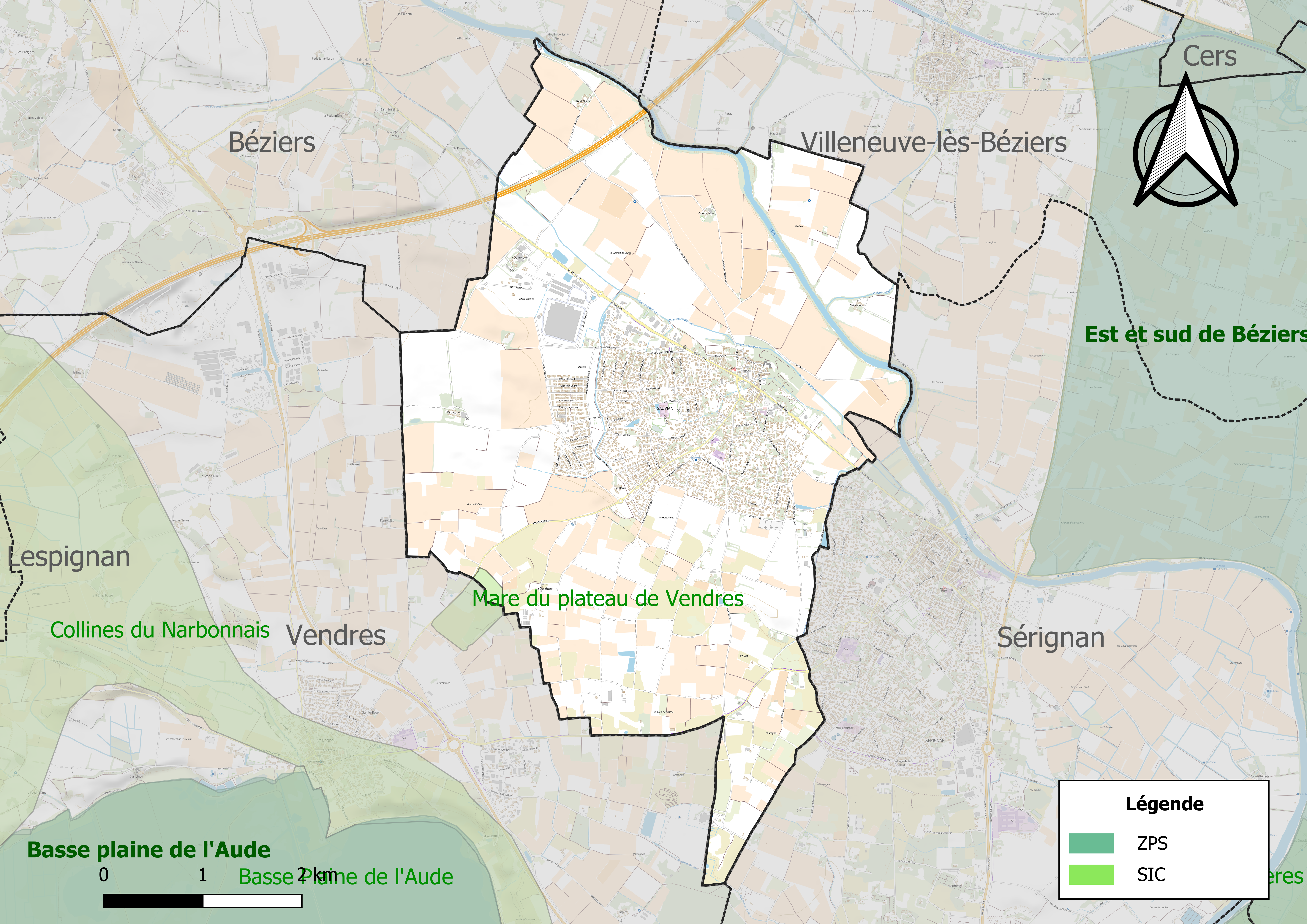
Site Natura 2000 sur le territoire communal.

Le réseau Natura 2000 est un réseau écologique européen de sites naturels d'intérêt écologique élaboré à partir des directives habitats et oiseaux, constitué de zones spéciales de conservation (ZSC) et de zones de protection spéciale (ZPS).
Un site Natura 2000 a été défini sur la commune au titre de la directive habitats : le « mare du plateau de Vendres », d'une superficie de 17,56 ha, cuvette inondable sur un plateau siliceux, installée au milieu des vignes, abritant l'une des six seules populations de Marsilea strigosa en France.

#### Zones naturelles d'intérêt écologique, faunistique et floristique

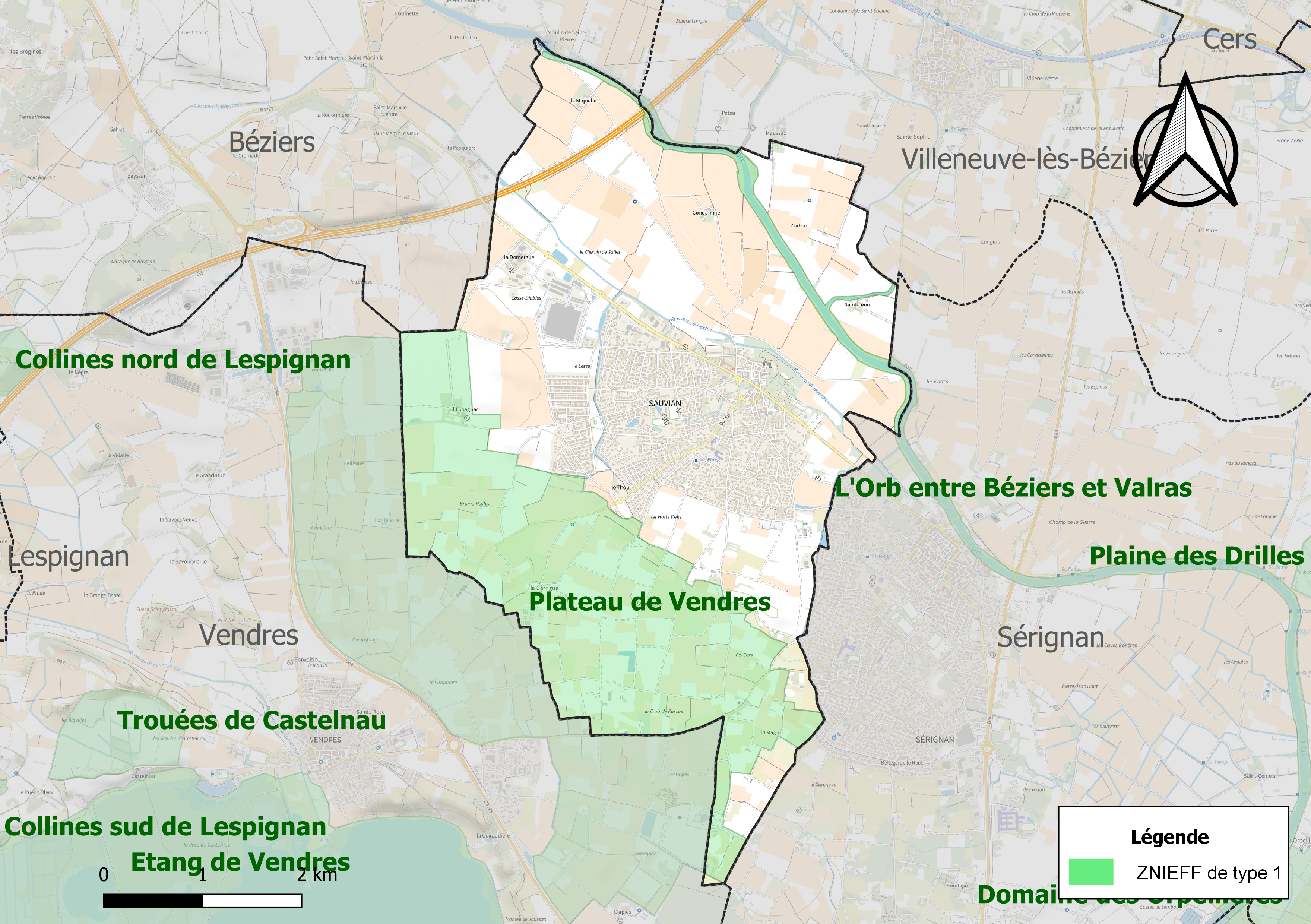
Carte des ZNIEFF de type 1 localisées sur la commune.

L’inventaire des zones naturelles d'intérêt écologique, faunistique et floristique (ZNIEFF) a pour objectif de réaliser une couverture des zones les plus intéressantes sur le plan écologique, essentiellement dans la perspective d’améliorer la connaissance du patrimoine naturel national et de fournir aux différents décideurs un outil d’aide à la prise en compte de l’environnement dans l’aménagement du territoire.
Deux ZNIEFF de type 1 sont recensées sur la commune :
« l'Orb entre Béziers et Valras » (82 ha), couvrant 4 communes du département et 
le « plateau de Vendres » (849 ha), couvrant 2 communes du département.

## Urbanisme

### Typologie
Au 1er janvier 2024, Sauvian est catégorisée petite ville, selon la nouvelle grille communale de densité à sept niveaux définie par l'Insee en 2022.
Elle appartient à l'unité urbaine de Sérignan, une agglomération intra-départementale regroupant trois  communes, dont elle est ville-centre,,. Par ailleurs la commune fait partie de l'aire d'attraction de Béziers, dont elle est une commune de la couronne,. Cette aire, qui regroupe 53 communes, est catégorisée dans les aires de 50 000 à moins de 200 000 habitants,.

### Occupation des sols
L'occupation des sols de la commune, telle qu'elle ressort de la base de données européenne d’occupation biophysique des sols Corine Land Cover (CLC), est marquée par l'importance des territoires agricoles (79,2 % en 2018), en diminution par rapport à 1990 (88,9 %). La répartition détaillée en 2018 est la suivante : 
cultures permanentes (54,8 %), zones agricoles hétérogènes (20,4 %), zones urbanisées (15,2 %), zones industrielles ou commerciales et réseaux de communication (4,7 %), terres arables (4,1 %), mines, décharges et chantiers (0,8 %), forêts (0,1 %). L'évolution de l’occupation des sols de la commune et de ses infrastructures peut être observée sur les différentes représentations cartographiques du territoire : la carte de Cassini (XVIIIe siècle), la carte d'état-major (1820-1866) et les cartes ou photos aériennes de l'IGN pour la période actuelle (1950 à aujourd'hui).

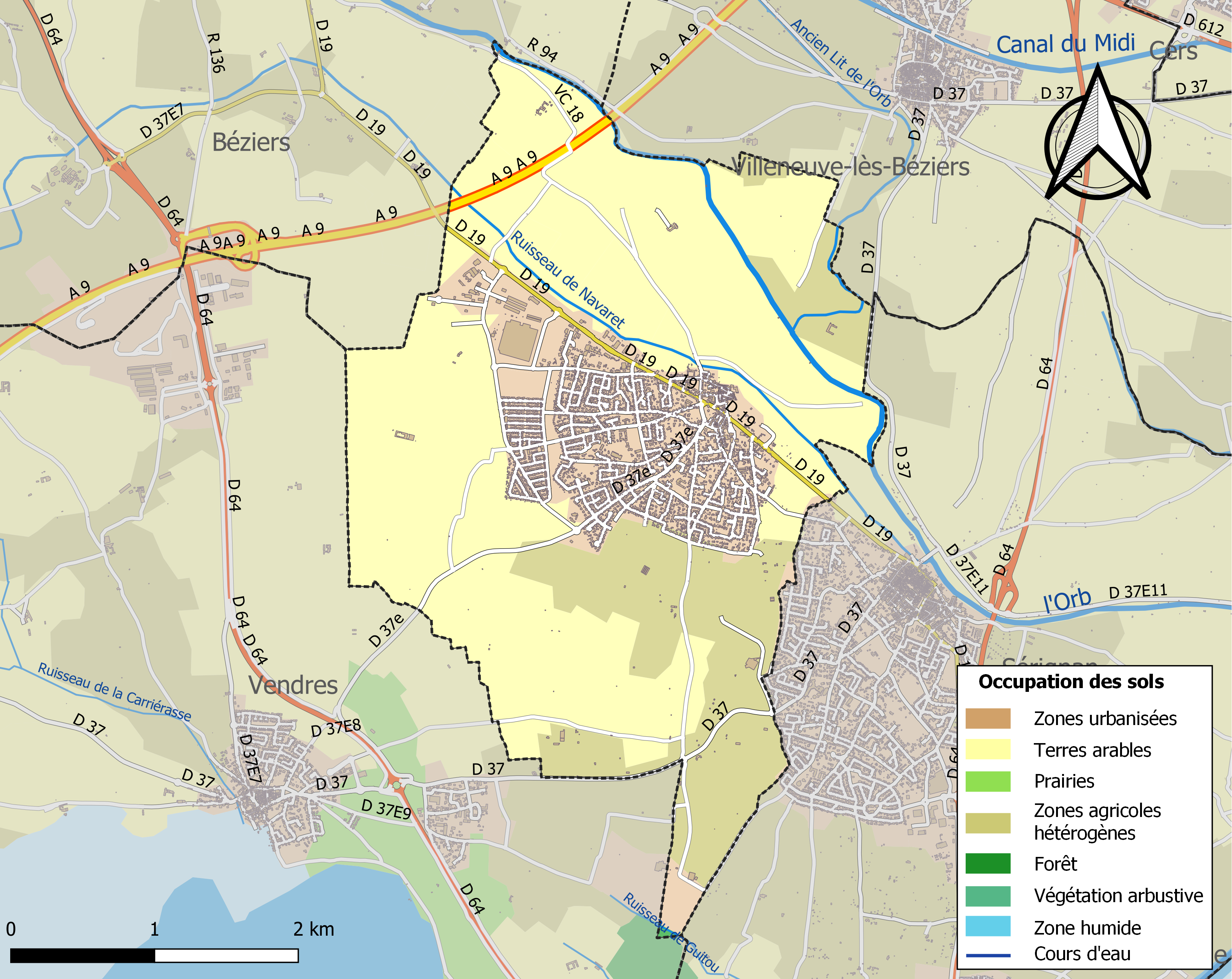
Carte des infrastructures et de l'occupation des sols de la commune en 2018 (CLC).

### Risques majeurs
Le territoire de la commune de Sauvian est vulnérable à différents aléas naturels : météorologiques (tempête, orage, neige, grand froid, canicule ou sécheresse), inondations et séisme (sismicité faible). Il est également exposé à deux risques technologiques,  le transport de matières dangereuses et la rupture d'un barrage. Un site publié par le BRGM permet d'évaluer simplement et rapidement les risques d'un bien localisé soit par son adresse soit par le numéro de sa parcelle.

#### Risques naturels
La commune fait partie du territoire à risques importants d'inondation (TRI) de Béziers-Agde, regroupant 15 communes autour des bassins de vie de Béziers et d'Agde, un des 31 TRI qui ont été arrêtés fin 2012 sur le bassin Rhône-Méditerranée, retenu au regard des submersions marines et des débordements de cours d’eau,  notamment d'ouest en est, de l'Orb, du Libron et de l'Hérault. Les crues historiques antérieures à 2019 les plus significatives sont celles du 26 septembre 1907, un épisode généralisé sur la quasi-totalité du bassin, et du 30 septembre 1958, un épisode cévenol en partie supérieure du bassin. Des cartes des surfaces inondables ont été établies pour trois scénarios : fréquent (crue de temps de retour de 10 ans à 30 ans), moyen (temps de retour de 100 ans à 300 ans) et extrême (temps de retour de l'ordre de 1 000 ans, qui met en défaut tout système de protection). La commune a été reconnue en état de catastrophe naturelle au titre des dommages causés par les inondations et coulées de boue survenues en 1982, 1986, 1987, 1993, 1995, 1996, 1997, 2005, 2014 et 2019,.
Sauvian est exposée au risque de feu de forêt du fait de la présence sur son territoire. Un plan départemental de protection des forêts contre les incendies (PDPFCI) a été approuvé en juin 2013 et court jusqu'en 2022, où il doit être renouvelé. Les mesures individuelles de prévention contre les incendies sont précisées par deux arrêtés préfectoraux et s’appliquent dans les zones exposées aux incendies de forêt et à moins de 200 mètres de celles-ci. L’arrêté du 25 avril 2002 réglemente l'emploi du feu en interdisant notamment d’apporter du feu, de fumer et de jeter des mégots de cigarette dans les espaces sensibles et sur les voies qui les traversent sous peine de sanctions. L'arrêté du 11 mars 2013 rend le débroussaillement obligatoire, incombant au propriétaire ou ayant droit,.

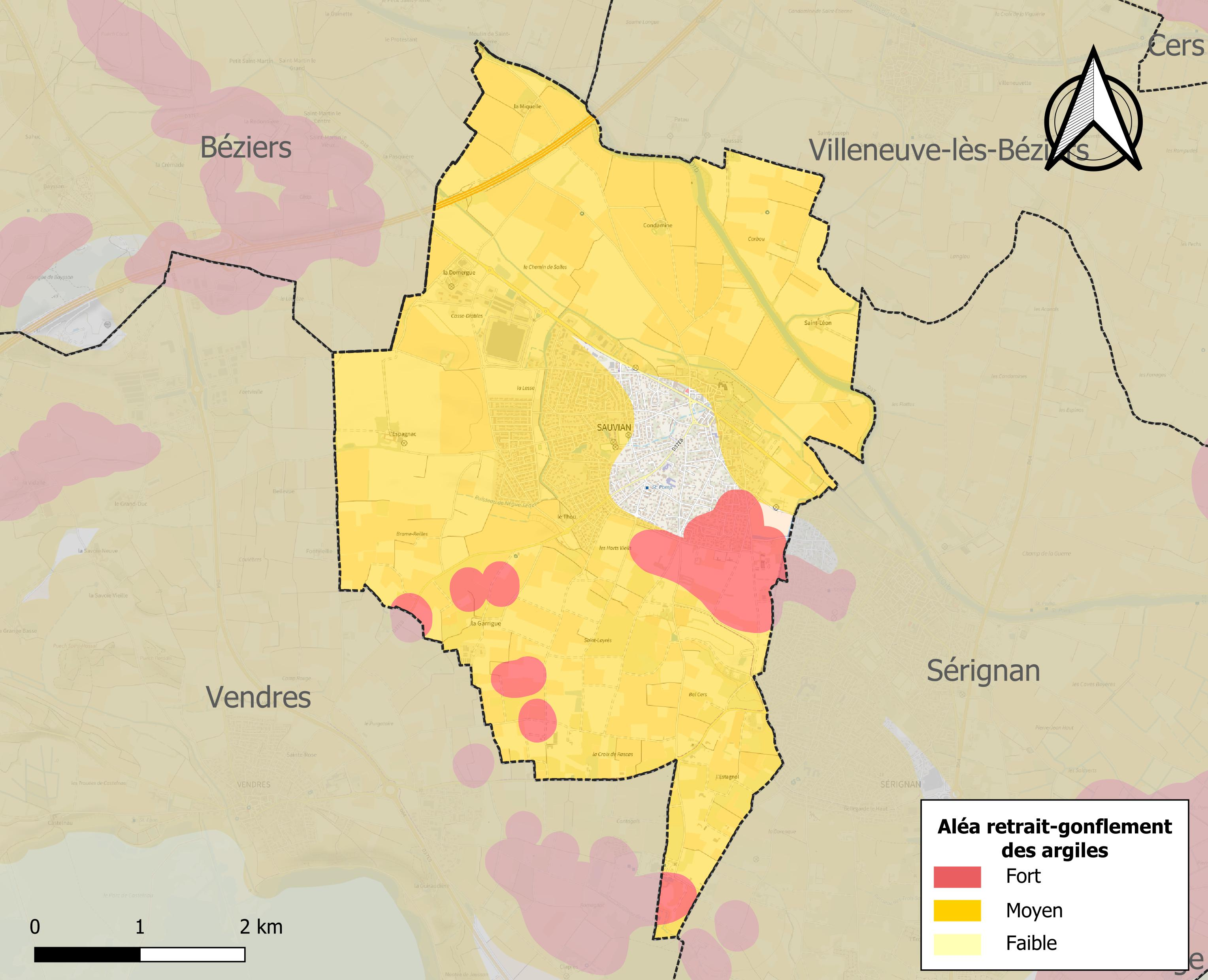
Carte des zones d'aléa retrait-gonflement des sols argileux de Sauvian.

Le retrait-gonflement des sols argileux est susceptible d'engendrer des dommages importants aux bâtiments en cas d’alternance de périodes de sécheresse et de pluie. 94,5 % de la superficie communale est en aléa moyen ou fort (59,3 % au niveau départemental et 48,5 % au niveau national). Sur les 2 249 bâtiments dénombrés sur la commune en 2019, 1 576 sont en aléa moyen ou fort, soit 70 %, à comparer aux 85 % au niveau départemental et 54 % au niveau national. Une cartographie de l'exposition du territoire national au retrait gonflement des sols argileux est disponible sur le site du BRGM,.
Par ailleurs, afin de mieux appréhender le risque d’affaissement de terrain, l'inventaire national des cavités souterraines permet de localiser celles situées sur la commune.

#### Risques technologiques
Le risque de transport de matières dangereuses sur la commune est lié à sa traversée par des infrastructures routières ou ferroviaires importantes ou la présence d'une canalisation de transport d'hydrocarbures. Un accident se produisant sur de telles infrastructures est susceptible d’avoir des effets graves sur les biens, les personnes ou l'environnement, selon la nature du matériau transporté. Des dispositions d’urbanisme peuvent être préconisées en conséquence.
La commune est en outre située en aval du Barrage des monts d'Orb, un ouvrage de classe A sur l'Orb, mis en service en 1961 et disposant d'une retenue de 30,6 millions de mètres cubes. À ce titre elle est susceptible d’être touchée par l’onde de submersion consécutive à la rupture de cet ouvrage.

## Toponymie
Le nom provient du latin Salvius, du nom de famille Salvius suivi de -anum, faisant référence à un domaine gallo-romain.

## Histoire

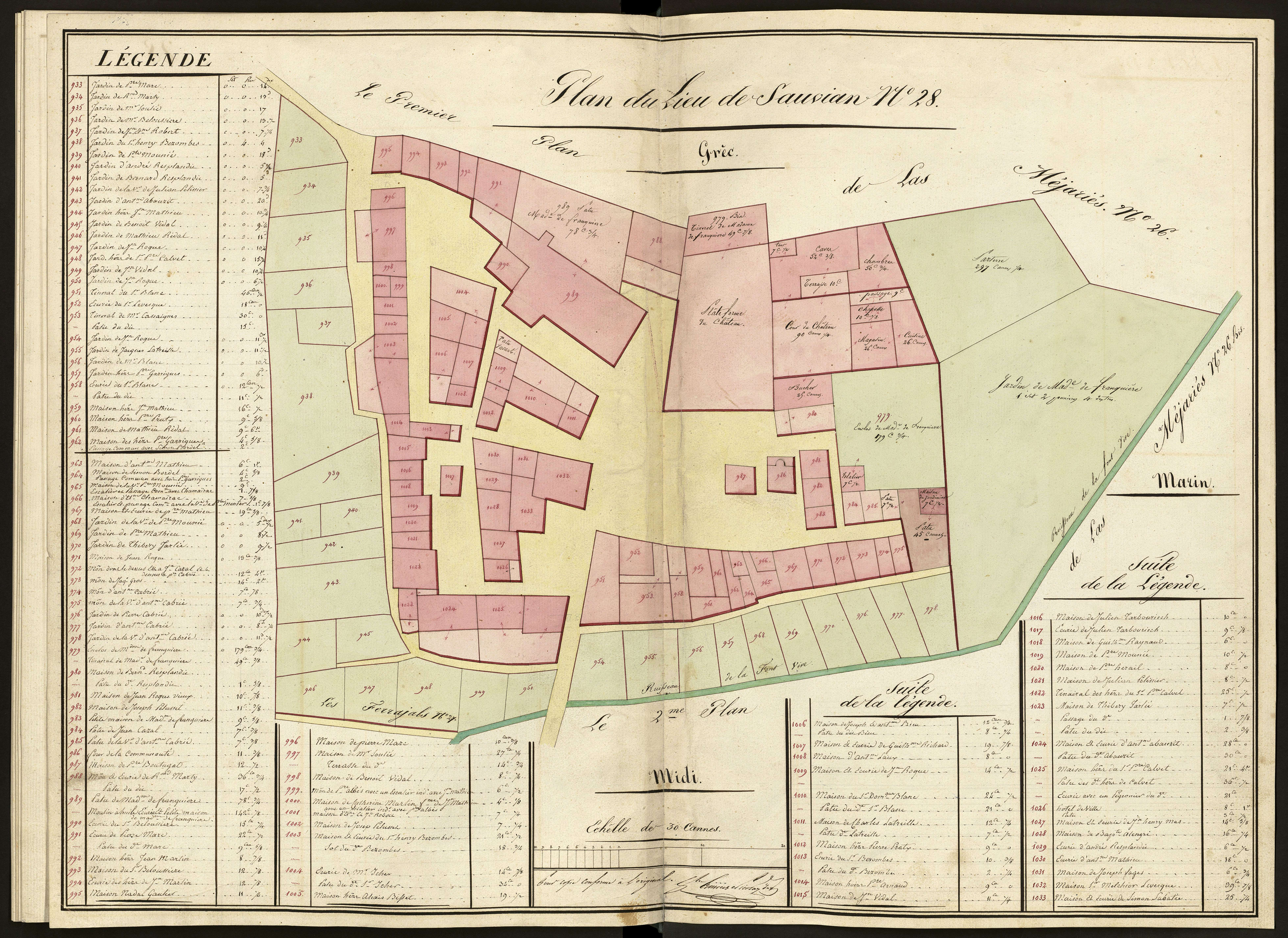
Atlas du compoix du XVIIIe siècle.

### Héraldique
|  | Les armoiries de Sauvian se blasonnent ainsi : De gueules, au sautoir losangé d'argent et de gueules. |

## Politique et administration

### Tendances politiques et résultats
- Maire sortant : Bernard Auriol (DVD)
- 29 sièges à pourvoir au conseil municipal (population légale 2017 : 5 353 habitants)
- 3 sièges à pourvoir au conseil communautaire (CA Béziers Méditerranée)

| Tête de liste            | Tête de liste            | Liste                    | Premier tour | Premier tour | Sièges | Sièges |
| Tête de liste            | Tête de liste            | Liste                    | Voix         | %            | CM     | CC     |
| ------------------------ | ------------------------ | ------------------------ | ------------ | ------------ | ------ | ------ |
|                          | Bernard Auriol           | DVD                      | 1 991        | 81,66        | 27     | 3      |
|                          | Jacques Nain             | DVD                      | 447          | 18,33        | 2      | 0      |
|                          |                          |                          |              |              |        |        |
| Votes valides            | Votes valides            | Votes valides            | 2 438        | 97,36        |        |        |
| Votes blancs             | Votes blancs             | Votes blancs             | 36           | 1,44         |        |        |
| Votes nuls               | Votes nuls               | Votes nuls               | 30           | 1,20         |        |        |
| Total                    | Total                    | Total                    | 2 504        | 100          | 29     | 3      |
| Abstentions              | Abstentions              | Abstentions              | 1 554        | 38,29        |        |        |
| Inscrits / participation | Inscrits / participation | Inscrits / participation | 4 058        | 61,71        |        |        |

### Liste des maires
| Période   | Période   | Identité       | Étiquette | Qualité              |
| --------- | --------- | -------------- | --------- | -------------------- |
| 1941      | 1971      | Henri Cabanel  |           | Viticulteur          |
| 1971      | mars 2001 | Joseph Roqué   |           | Métreur vérificateur |
| mars 2001 | En cours  | Bernard Auriol | DVD       |                      |

### Jumelage
Sauvian est jumelée avec :
- Paliseul (Belgique) depuis 1992.

## Démographie
L'évolution du nombre d'habitants est connue à travers les recensements de la population effectués dans la commune depuis 1793. Pour les communes de moins de 10 000 habitants, une enquête de recensement portant sur toute la population est réalisée tous les cinq ans, les populations de référence des années intermédiaires étant quant à elles estimées par interpolation ou extrapolation. Pour la commune, le premier recensement exhaustif entrant dans le cadre du nouveau dispositif a été réalisé en 2004.

En 2022, la commune comptait 5 498 habitants, en évolution de +4,03 % par rapport à 2016 (Hérault : +7,49 %, France hors Mayotte : +2,11 %).
| 1793 | 1800 | 1806 | 1821 | 1831 | 1836 | 1841 | 1846 | 1851 |
| ---- | ---- | ---- | ---- | ---- | ---- | ---- | ---- | ---- |
| 384  | 279  | 391  | 319  | 463  | 433  | 440  | 434  | 434  |

| 1856 | 1861 | 1866 | 1872 | 1876 | 1881 | 1886 | 1891 | 1896 |
| ---- | ---- | ---- | ---- | ---- | ---- | ---- | ---- | ---- |
| 417  | 409  | 444  | 441  | 447  | 594  | 514  | 673  | 722  |

| 1901 | 1906 | 1911 | 1921 | 1926 | 1931 | 1936 | 1946 | 1954 |
| ---- | ---- | ---- | ---- | ---- | ---- | ---- | ---- | ---- |
| 708  | 679  | 682  | 686  | 646  | 661  | 648  | 568  | 601  |

| 1962 | 1968 | 1975  | 1982  | 1990  | 1999  | 2004  | 2006  | 2009  |
| ---- | ---- | ----- | ----- | ----- | ----- | ----- | ----- | ----- |
| 718  | 826  | 1 134 | 2 030 | 3 178 | 3 558 | 3 966 | 4 109 | 4 101 |

| 2014  | 2019  | 2022  | - | - | - | - | - | - |
| ----- | ----- | ----- | - | - | - | - | - | - |
| 5 042 | 5 485 | 5 498 | - | - | - | - | - | - |

## Économie

### Revenus
En 2018, la commune compte 2 385 ménages fiscaux, regroupant 5 710 personnes. La médiane du revenu disponible par unité de consommation est de 21 110 € (20 330 € dans le département). 48 % des ménages fiscaux sont imposés (45,8 % dans le département).

### Emploi
|                | 2008   | 2013   | 2018   |
| -------------- | ------ | ------ | ------ |
| Commune        | 8,1 %  | 12,5 % | 11,6 % |
| Département    | 10,1 % | 11,9 % | 12 %   |
| France entière | 8,3 %  | 10 %   | 10 %   |

En 2018, la population âgée de 15 à 64 ans s'élève à 3 005 personnes, parmi lesquelles on compte 72,1 % d'actifs (60,4 % ayant un emploi et 11,6 % de chômeurs) et 27,9 % d'inactifs,. En  2018, le taux de chômage communal (au sens du recensement) des 15-64 ans est inférieur à celui du département, mais supérieur à celui de la France, alors qu'en 2008 il était inférieur à celui de la France.
La commune fait partie de la couronne de l'aire d'attraction de Béziers, du fait qu'au moins 15 % des actifs travaillent dans le pôle,. Elle compte 875 emplois en 2018, contre 823 en 2013 et 835 en 2008. Le nombre d'actifs ayant un emploi résidant dans la commune est de 1 844, soit un indicateur de concentration d'emploi de 47,5 % et un taux d'activité parmi les 15 ans ou plus de 49,3 %.
Sur ces 1 844 actifs de 15 ans ou plus ayant un emploi, 385 travaillent dans la commune, soit 21 % des habitants. Pour se rendre au travail, 89,7 % des habitants utilisent un véhicule personnel ou de fonction à quatre roues, 2,6 % les transports en commun, 4,9 % s'y rendent en deux-roues, à vélo ou à pied et 2,8 % n'ont pas besoin de transport (travail au domicile).

### Activités hors agriculture

#### Secteurs d'activités
414 établissements sont implantés  à Sauvian au 31 décembre 2019. Le tableau ci-dessous en détaille le nombre par secteur d'activité et compare les ratios avec ceux du département,.
| Secteur d'activité                                                                                        | Commune | Commune | Département |
| Secteur d'activité                                                                                        | Nombre  | %       | %           |
| --- | ------- | ------- | ----------- |
| Ensemble                                                                                                  | 414     | 100 %   | (100 %)     |
| Industrie manufacturière, industries extractives et autres                                                | 19      | 4,6 %   | (6,7 %)     |
| Construction                                                                                              | 112     | 27,1 %  | (14,1 %)    |
| Commerce de gros et de détail, transports, hébergement et restauration                                    | 107     | 25,8 %  | (28 %)      |
| Information et communication                                                                              | 6       | 1,4 %   | (3,3 %)     |
| Activités financières et d'assurance                                                                      | 7       | 1,7 %   | (3,2 %)     |
| Activités immobilières                                                                                    | 18      | 4,3 %   | (5,3 %)     |
| Activités spécialisées, scientifiques et techniques et activités de services administratifs et de soutien | 59      | 14,3 %  | (17,1 %)    |
| Administration publique, enseignement, santé humaine et action sociale                                    | 48      | 11,6 %  | (14,2 %)    |
| Autres activités de services                                                                              | 38      | 9,2 %   | (8,1 %)     |

Le secteur de la construction est prépondérant sur la commune puisqu'il représente 27,1 % du nombre total d'établissements de la commune (112 sur les 414 entreprises implantées  à Sauvian), contre 14,1 % au niveau départemental.

#### Entreprises et commerces
Les cinq entreprises ayant leur siège social sur le territoire communal qui génèrent le plus de chiffre d'affaires en 2020 sont : 
- Societe Coelho, commerce de gros (commerce interentreprises) de meubles, de tapis et d'appareils d'éclairage (3 857 k€) ;
- Happy, commerce d'alimentation générale (2 701 k€) ;
- DRM, commerce de détail de meubles (2 142 k€) ;
- Couronne Sebastien, transports routiers de fret de proximité (742 k€) ;
- Entreprise De Transport Sauvianaise, transports routiers de fret de proximité (561 k€).

### Agriculture
La commune est dans la « Plaine viticole », une petite région agricole occupant la bande côtière du département de l'Hérault. En 2020, l'orientation technico-économique de l'agriculture  sur la commune est la viticulture.
|               | 1988 | 2000 | 2010 | 2020 |
| ------------- | ---- | ---- | ---- | ---- |
| Exploitations | 52   | 38   | 35   | 32   |
| SAU (ha)      | 718  | 626  | 498  | 783  |

Le nombre d'exploitations agricoles en activité et ayant leur siège dans la commune est passé de 52 lors du recensement agricole de 1988  à 38 en 2000 puis à 35 en 2010 et enfin à 32 en 2020, soit une baisse de 38 % en 32 ans. Le même mouvement est observé à l'échelle du département qui a perdu pendant cette période 67 % de ses exploitations,. La surface agricole utilisée sur la commune est restée relativement stable, passant de 718 ha en 1988 à 783 ha en 2020. Parallèlement la surface agricole utilisée moyenne par exploitation a augmenté, passant de 14 à 24 ha.

## Culture locale et patrimoine

### Lieux et monuments
- L'église Saint-Corneille-et-Saint-Cyprien de Sauvian (XIVe et XVe siècles) ; L'édifice est référencé dans la base Mérimée et à l'Inventaire général Région Occitanie[40].
- La porte de l’horloge (XIIe siècle) ;
- Le château féodal (XIIIe et XVIIIe siècles) ;
- La fontaine à obélisque (XVIIe siècle) ;
- La métairie du Thou (signalée dès 990) et son pigeonnier (XVe siècle) ;
- La borne itinéraire gallo-romaine, dressée en l'an 44 de notre ère par l'empereur Claude, signale une restauration de la Via Domitiana.
- Nombreux autres vestiges gallo-romains en cours de fouille de conservation.

### Galerie

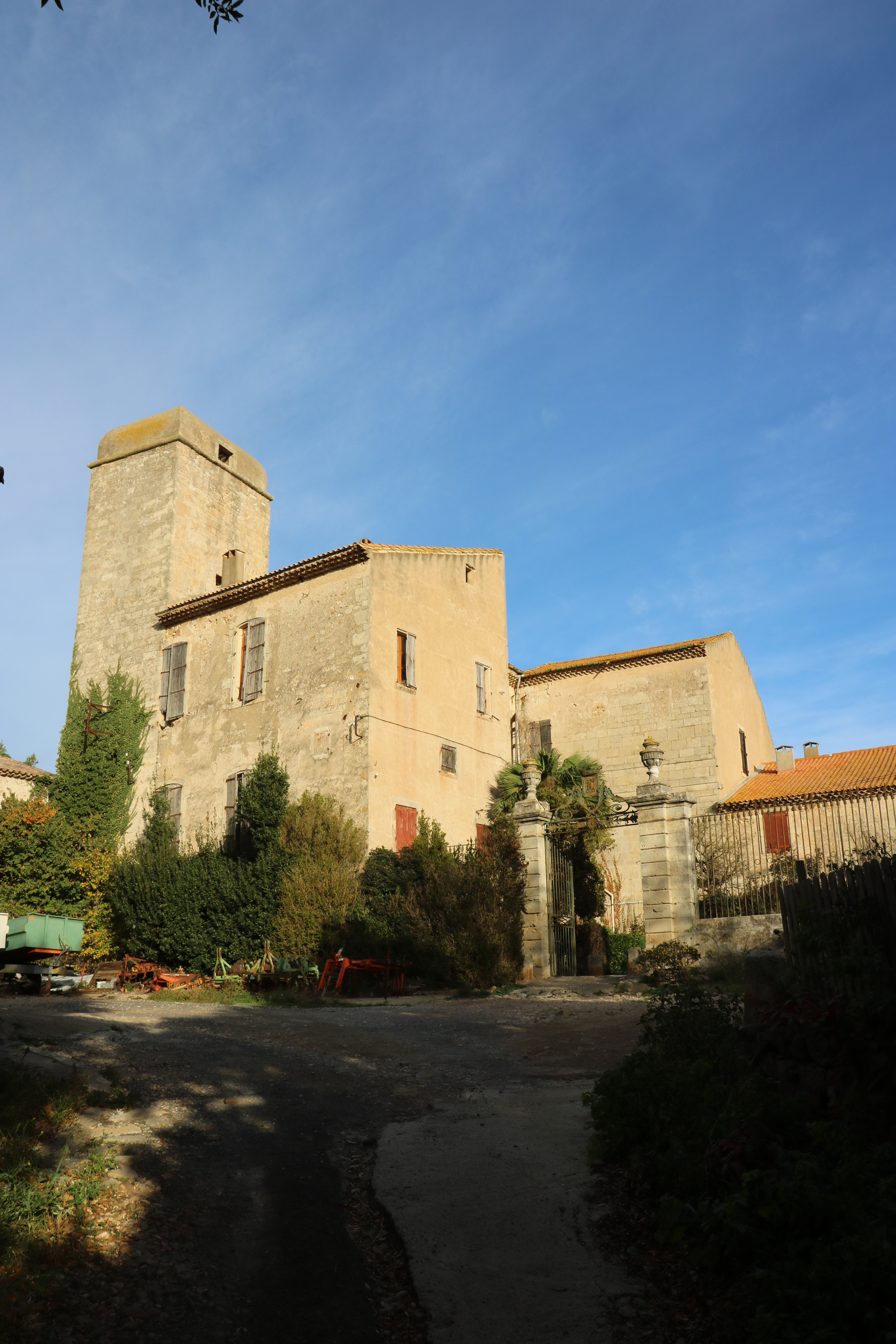
Vue du château féodal.
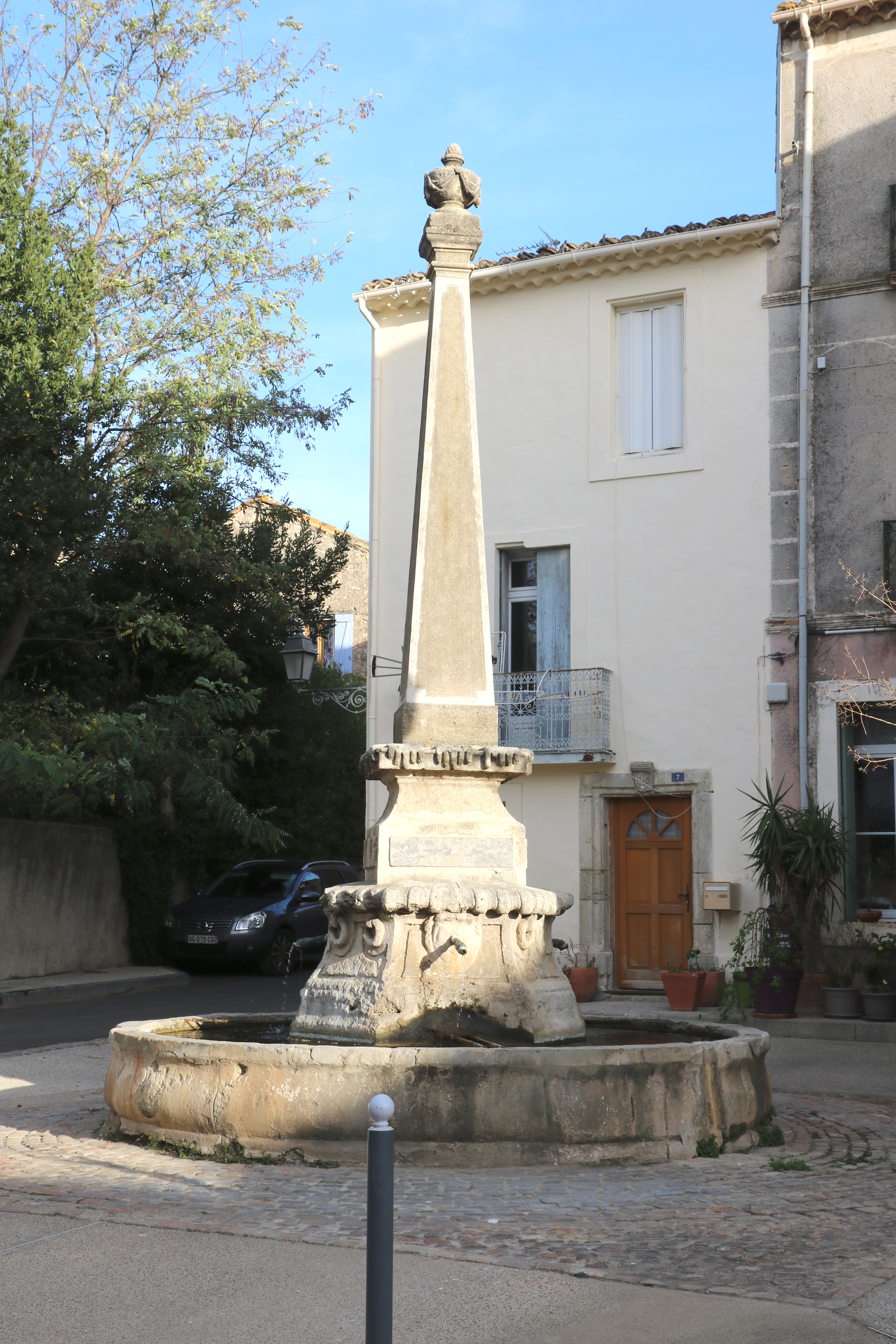
Vue de la fontaine à obélisque construite en 1664.
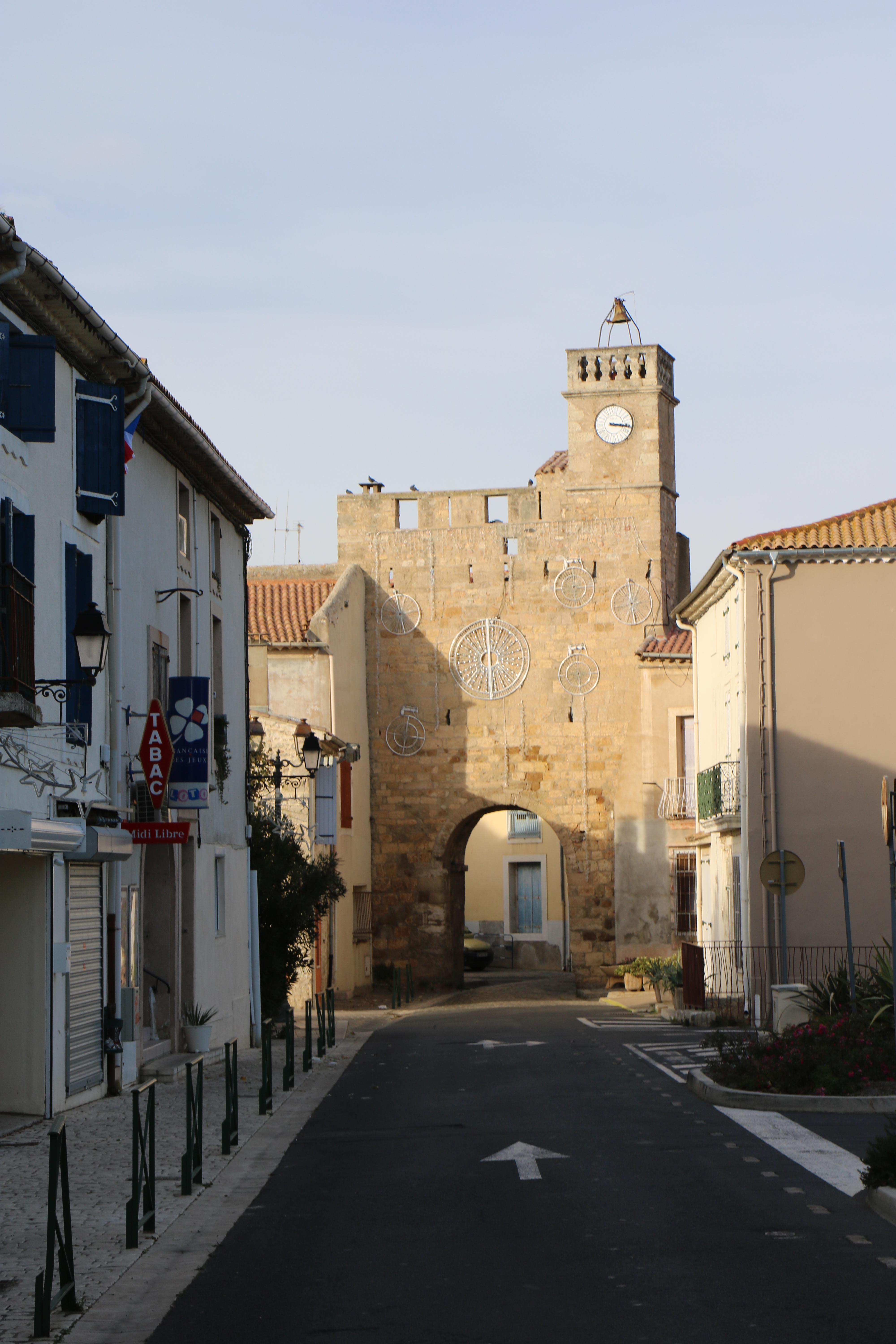
Vue de la porte de l'horloge.
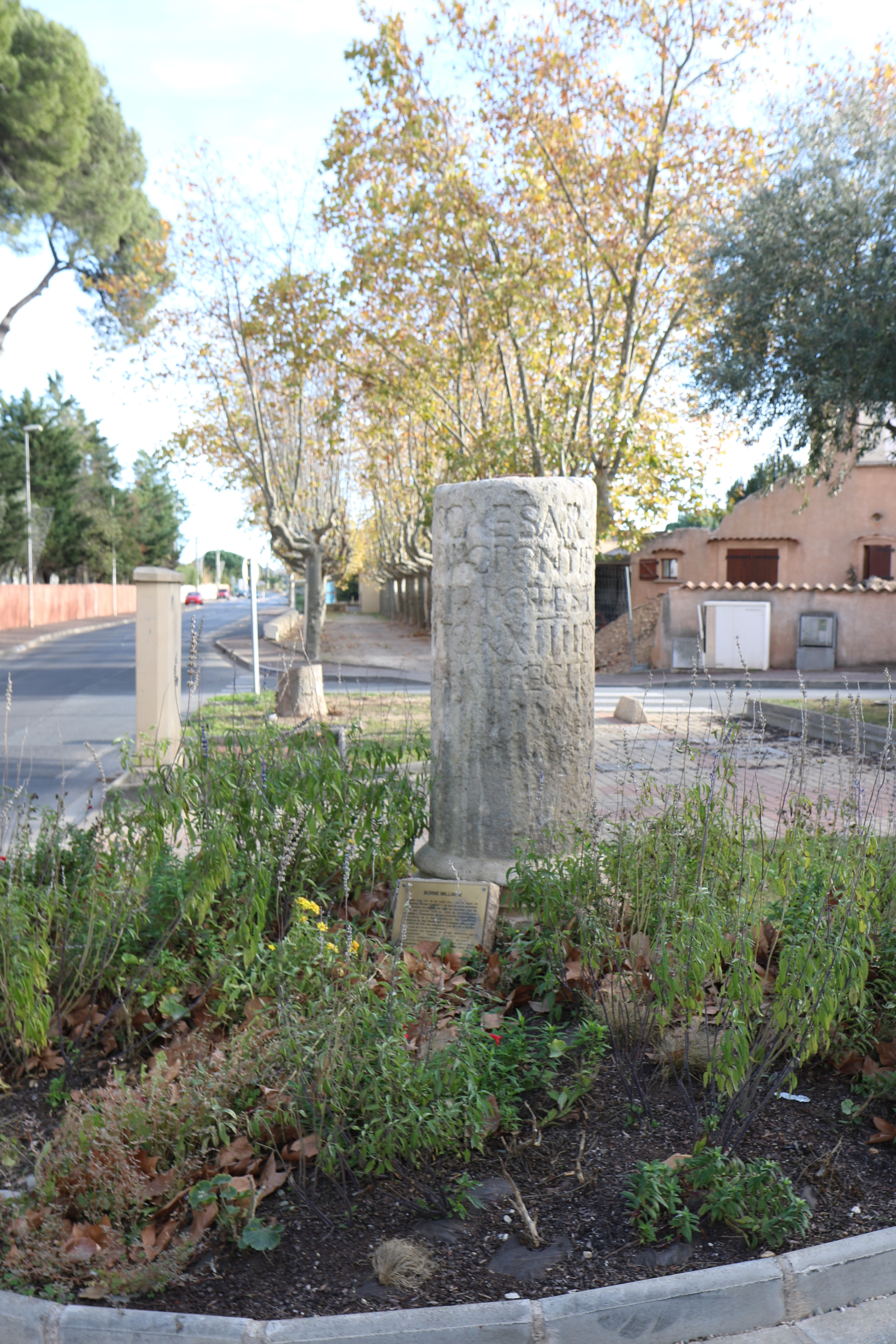
La borne milliaire trouvée sur la commune.
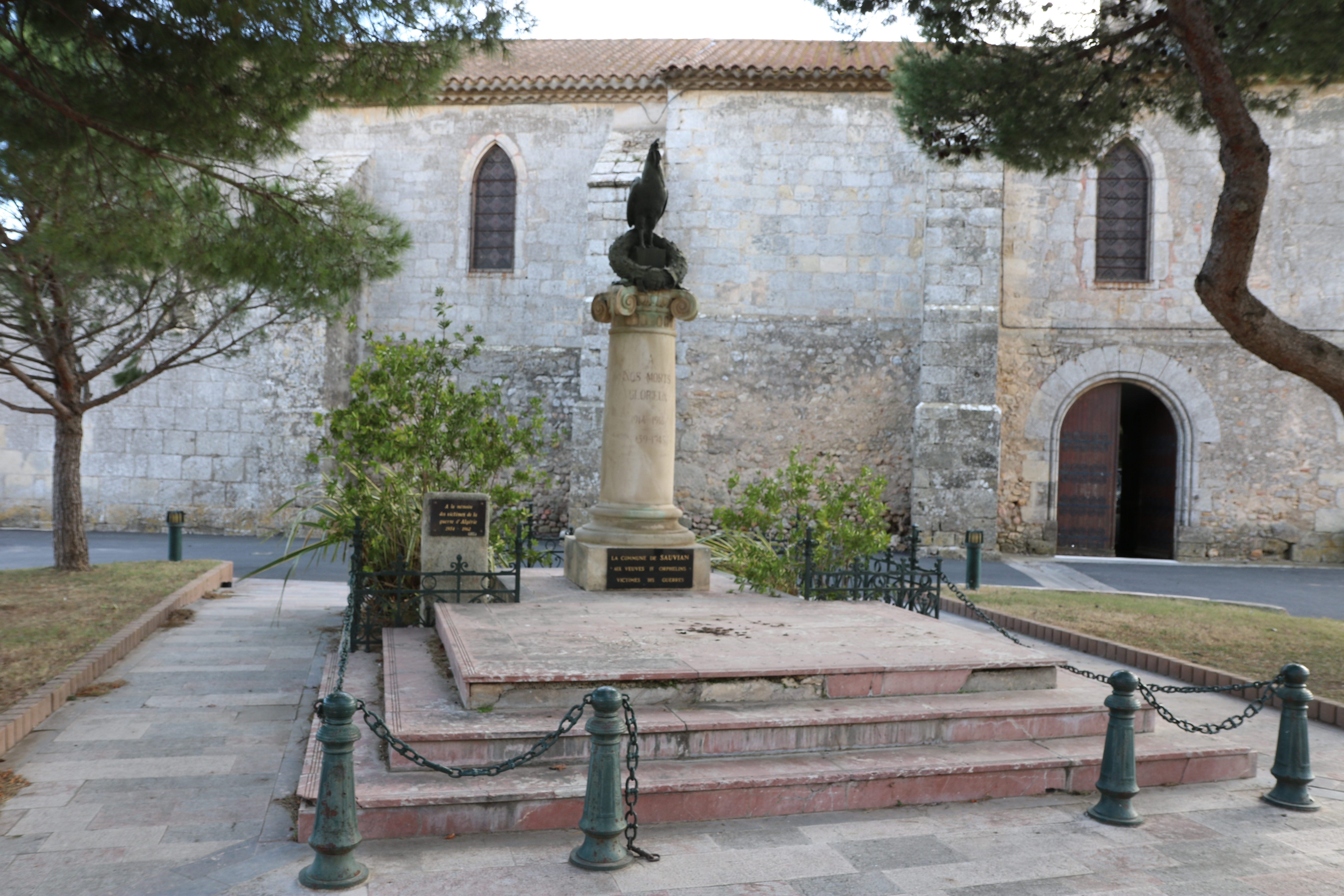
Le monument aux morts érigé par Jean Magrou, sculpteur biterrois.
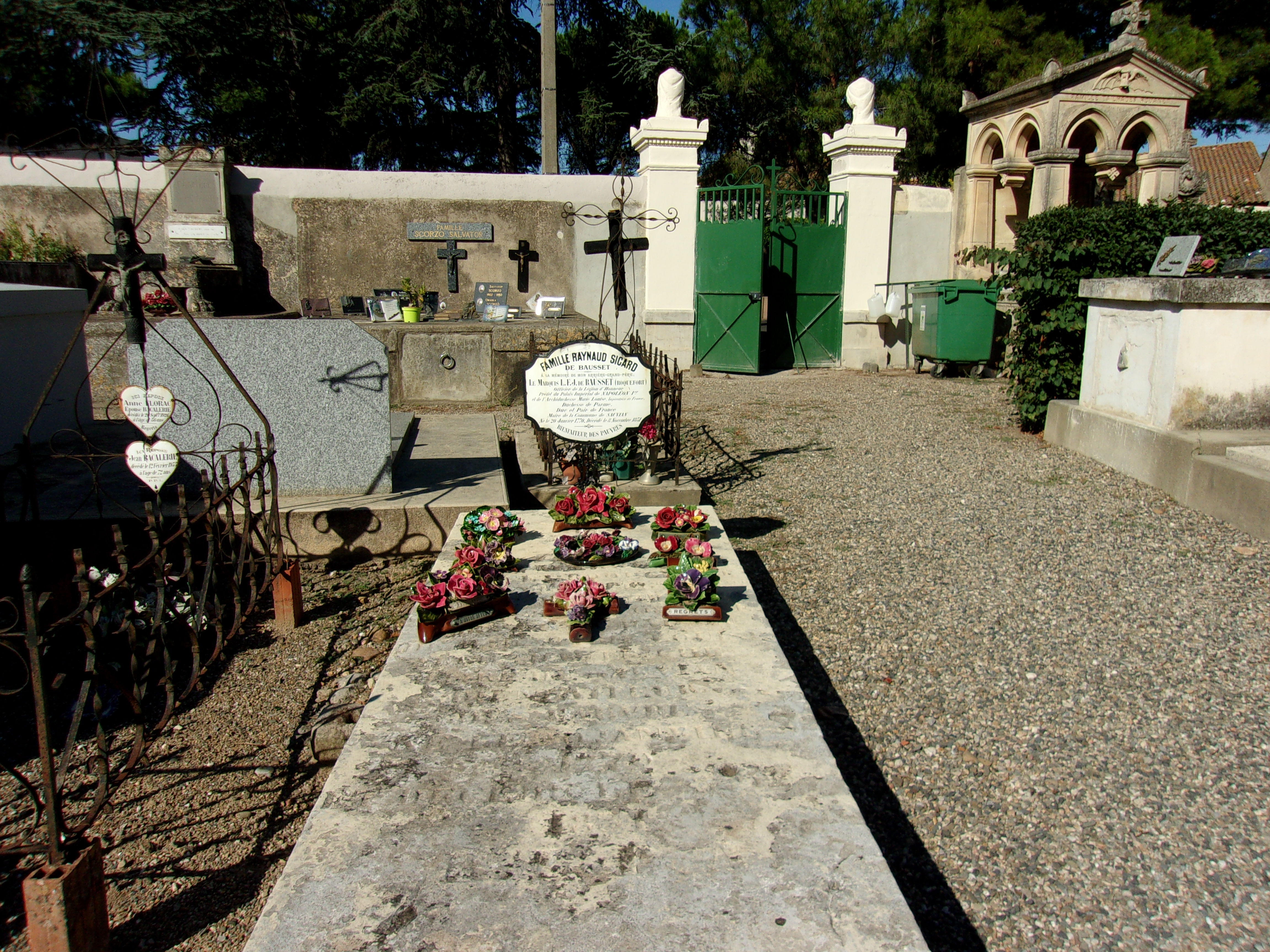
Tombe de Bausset située dans le cimetière vieux.

### Personnalités liées à la commune
- Le marquis de Bausset de Roquefort (1770-1831), préfet au palais impérial de Napoléon Ier et de l'impératrice Marie-Louise ; il fut maire de Sauvian. Sa tombe est située à l'entrée du cimetière vieux.
- Daniel Guichard (1948-), chanteur, fait partie des habitants de la commune[41].